# Cruz de São Damião
A Cruz de São Damião, também conhecida como Cruz de São Francisco de Assis, é uma obra de arte pintada no século XII por um monge siríaco da região da Úmbria, Itália. A pintura é de estilo românico, sob influência oriental e siríaca.
Atualmente a obra se encontra sobre o altar da Basílica de Santa Clara, localizada na cidade de Assis, protegido por vidro. Em 2016, a obra ficou, temporariamente, em exposição na Igreja de São Damião, local onde foi vista pela primeira vez por Francisco de Assis, em 1205.

## História
A obra da cruz de São Damião foi inspirada no Evangelho segundo João e teria sido criada no século XII, por volta do ano 1100, por um monge siríaco na Úmbria, região central da Itália.
Reza a tradição católica que, por volta de 1205, Francisco de Assis, em crise espiritual, entrou na igreja de São Damião, localizada na cidade de Assis,  Itália, ajoelhou-se diante do crucifixo para orar e teria ouvido a voz do Cristo crucificado lhe dizendo: "Francisco, vai e repara minha casa que está em ruínas". Imediatamente Francisco saiu pela cidade de Assis pedindo pedras para as reformas. Pessoas da região começaram a auxilia-lo. Tal cena foi registrada pelo pintor italiano Giotto di Bondone na pintura Milagre do Crucifixo, de 1297-1299, localizada na Basílica de São Francisco de Assis, em Assis.

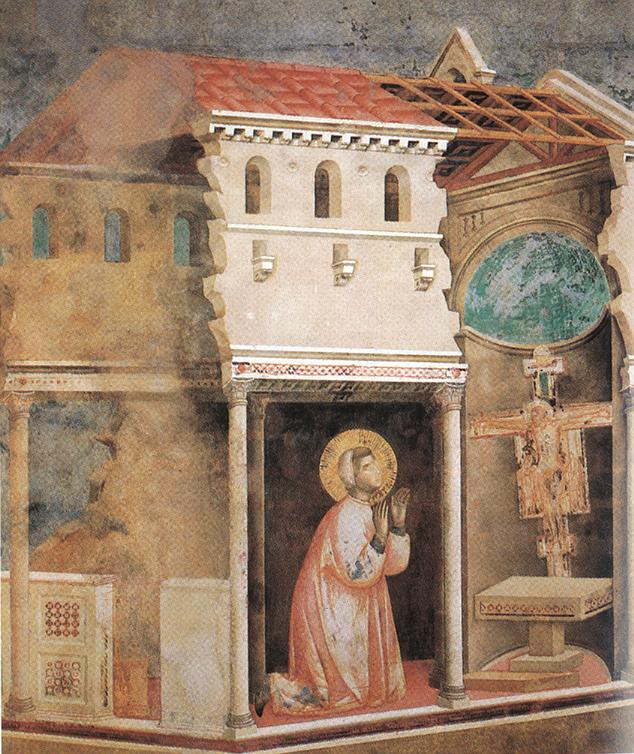
Milagre do Crucifixo. Giotto di Bondone (1297/1299)

O Crucifixo permaneceu na Igreja de São Damião até que as Irmãs Pobres de Santa Clara, em 1257, levaram-no consigo à, então, nova Basílica de Santa Clara. Elas o guardaram no interior do coro monástico durante séculos. No ano de 1938, a artista Rosaria Alliano restaurou o Crucifixo e o protegeu de deteriorações. Desde 1958, ele está sobre o altar, ao lado da capela do Santíssimo, da Basílica de Santa Clara protegido por vidro.

### Oração
Oração que Francisco de Assis fez ante o crucifixo de São Damião:
"Altíssimo e Glorioso Deus,

iluminai as trevas de meu coraçao.

Dai-me uma fé reta, esperança certa e caridade perfeita.

Sentimento e conhecimento, Senhor,

a fim de que eu cumpra o Vosso santo

e veraz mandamento. Amém."
Versão em latim:
"Summe et gloriose Deus,

ilumina tenebras cordis mei.

Et da mihi fidem rectam, spem certam et caritatem perfectam.

Sensum et cognitionem, Domine,

ut faciam tuum sanctum et veraz mandatum. Amem"

## Descrição

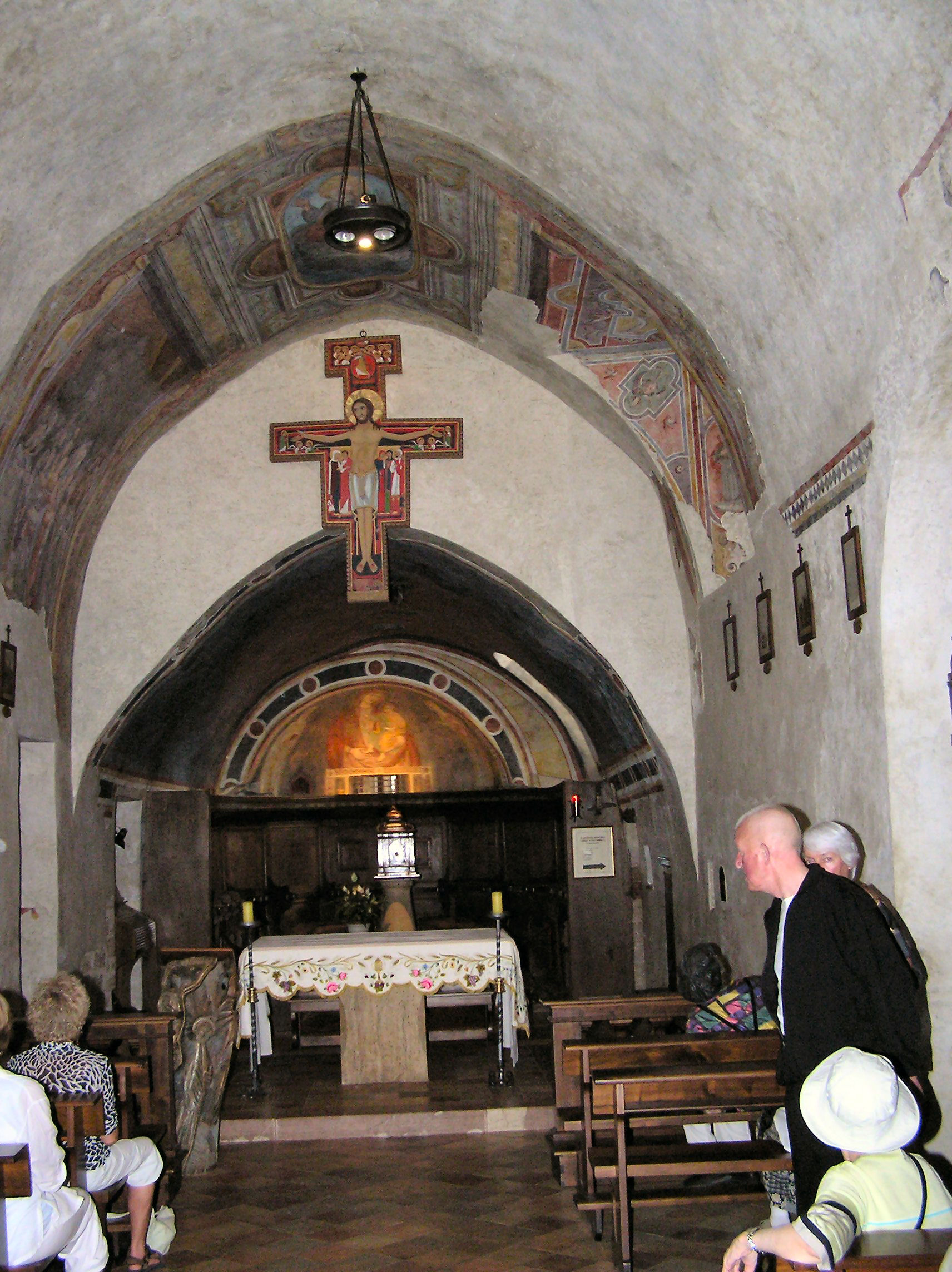
Cópia da obra no interior da Igreja de São Damião

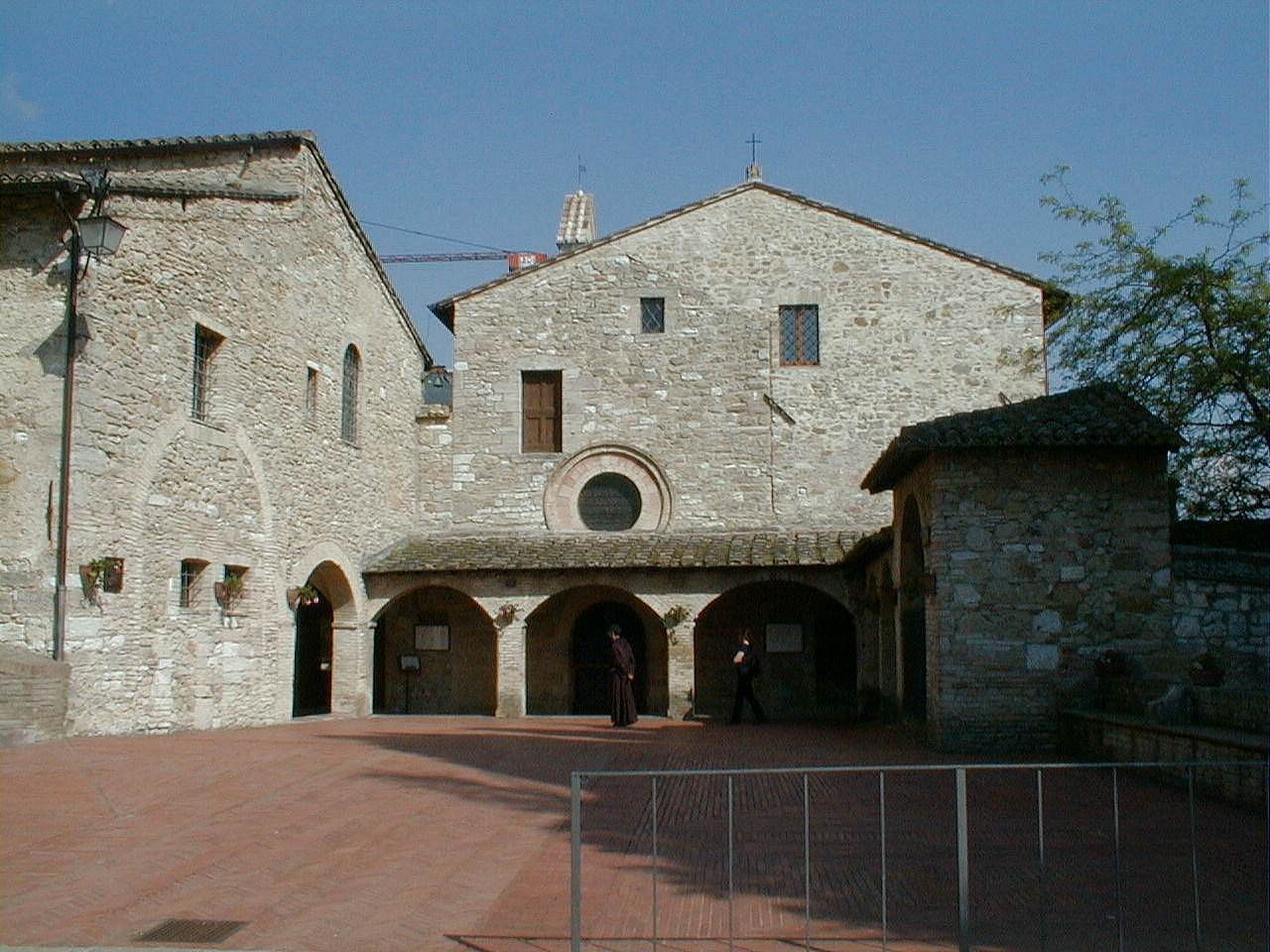
Igreja de São Damião

A obra foi pintada em um pano colado sobre madeira de nogueira. Possui 1,90m de altura, 1,20m de largura e 12 cm de espessura. E pode ser considerada como um ícone, devido a sua densa simbologia teológica.
O ícone contém traços de influência oriental, identificados pelo pedestal sobre o qual estão os pés de Cristo pregados separadamente; e siríaca, identificada pela barba de Cristo; a face circundada pelo emoldurado dos cabelos; a presença dos anjos e a cruz com a longa haste segurada na mão, por Cristo.
A obra contém 33 figuras, sendo: 2 imagens de Cristo, 1 mão do Pai, 5 figuras maiores, 2 figuras menores, 14 anjos, 2 pessoas nas mãos de Jesus, 1 menino pequeno, 6 pessoas ao fundo da Cruz e 1 galo. Além disso, também existem 33 cabeças em torno da cruz, dentro das conchas, e 7 ao redor da auréola.
Na obra, Jesus não está pregado na cruz, embora esteja com as feridas, mas em pé sobre ela com os olhos abertos e com uma auréola dourada em volta de sua cabeça ao invés de uma coroa de espinhos. Imediatamente acima de sua cabeça está a inscrição em latim: IHSNAZARE REXIVDEORV, onde IHS é o nome de Jesus em grego; Nazare significa "de Nazaré", Rex significa "rei" e Iudæoru, "dos judeus". Inscrição esta, própria do Evangelho segundo João.
Acima da inscrição, está a representação da ascensão de Cristo envolto em um círculo vermelho e empunhando uma cruz dourada, como um cetro, e sendo recebido por 10 anjos, 5 deles com a mão estendida, enquanto, no ponto mais alto da pintura, a mão direita do Pai o abençoa.
Em torno da cruz há ornamentos caligráficos que podem significar a videira mística (João 15:5). Na base da cruz há algo que parece ser uma pedra – o símbolo da Igreja. Ainda na parte inferior, o preto da pedra, segundo alguns estudiosos, representaria o limbo ou Inferno, para onde Jesus teria descido antes de sua ascensão.
À direita do corpo de Cristo, aparecem as figuras de Maria e João. À esquerda do corpo, estão Maria Madalena, Maria de Cleófas (as duas primeiras testemunhas da ressurreição) e um centurião. Maria, João, Maria Madalena e Maria de Cleófas possuem auréolas em volta de suas cabeças Sobre os ombros do centurião aparece a cabeça de uma pessoa em miniatura, cuja identidade ainda é discutida por estudiosos: poderia ser o filho do centurião, curado por Jesus (João 4:50) ou um representante da multidão ou ainda, o próprio autor da pintura.
Em tamanho bem menor encontra-se Longino, soldado romano que trespassou o lado de Jesus com uma lança, e Estefânio, que, segundo a tradição, ofereceu a Jesus uma esponja encharcada com vinagre após Ele ter dito “tenho sede” (João 19:28).
Na parte inferior onde estão os pés de Jesus, a pintura original encontra-se muito deteriorada, contudo é possível ver seis santos. Estudiosos afirmam ser Damião, Rufino, Miguel, João Batista, Pedro e Paulo, todos patronos de igrejas das vizinhanças de Assis. Ao lado do joelho esquerdo de Jesus está um galo, que representa a negação de Pedro.
Sob as mãos de Jesus, há dois grupos de anjos, com as mão apontando para o crucificado, conversando sobre a cena. E à direita da cruz está o bom ladrão, chamado tradicionalmente Dimas; à esquerda está o mau ladrão.
O formato tradicional da cruz foi alterado para permitir ao artista a inclusão de todos aqueles que participaram da Paixão de Jesus Cristo.